# دریاچه مولتری
دریاچه مولتری (انگلیسی: Lake Moultrie) دریاچه‌ای در کارولینای جنوبی است.